# Falles 2013

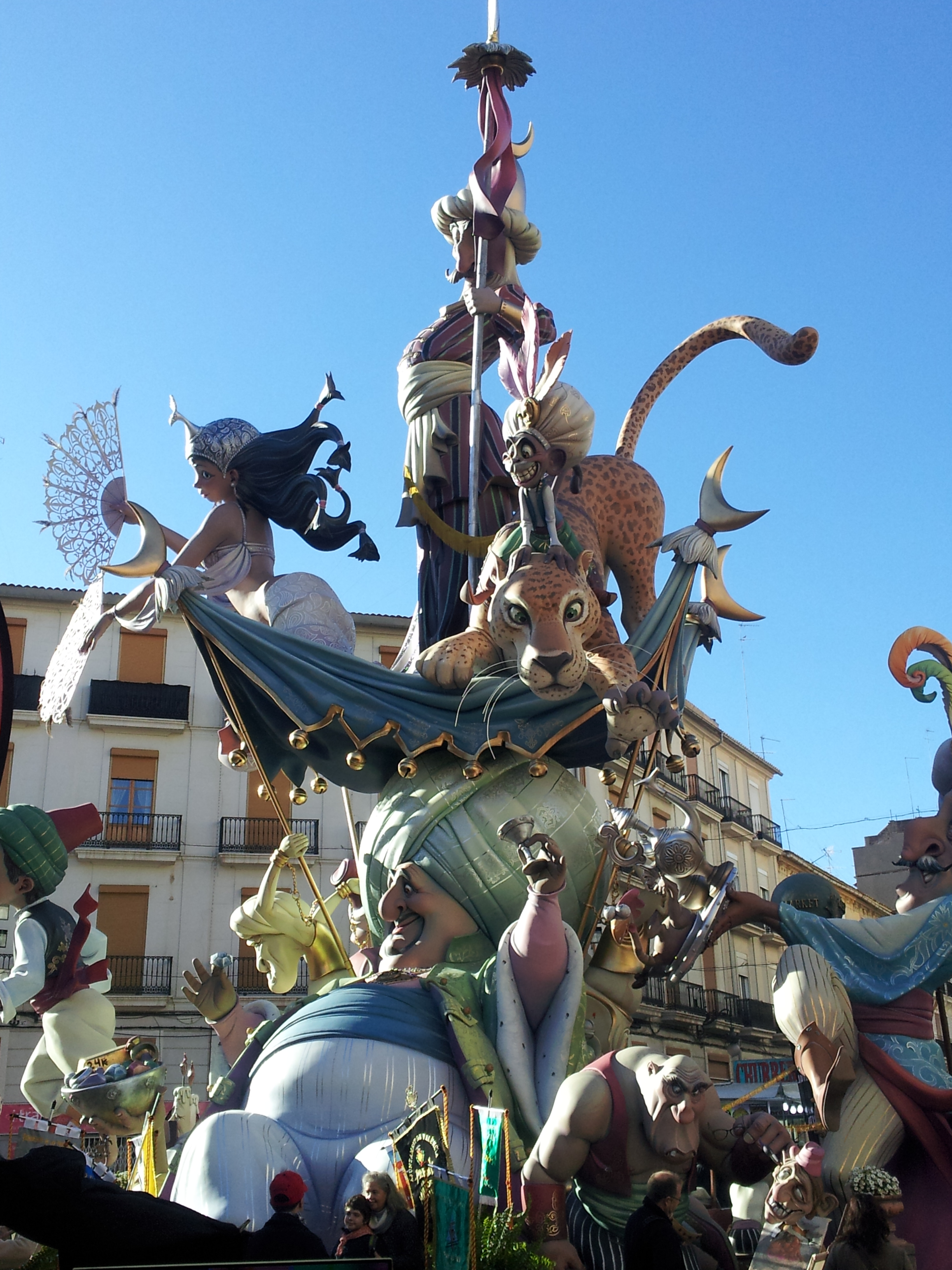
Convent Jerusalem-Matemàtic Marçal es va endur el primer premi de secció especial.

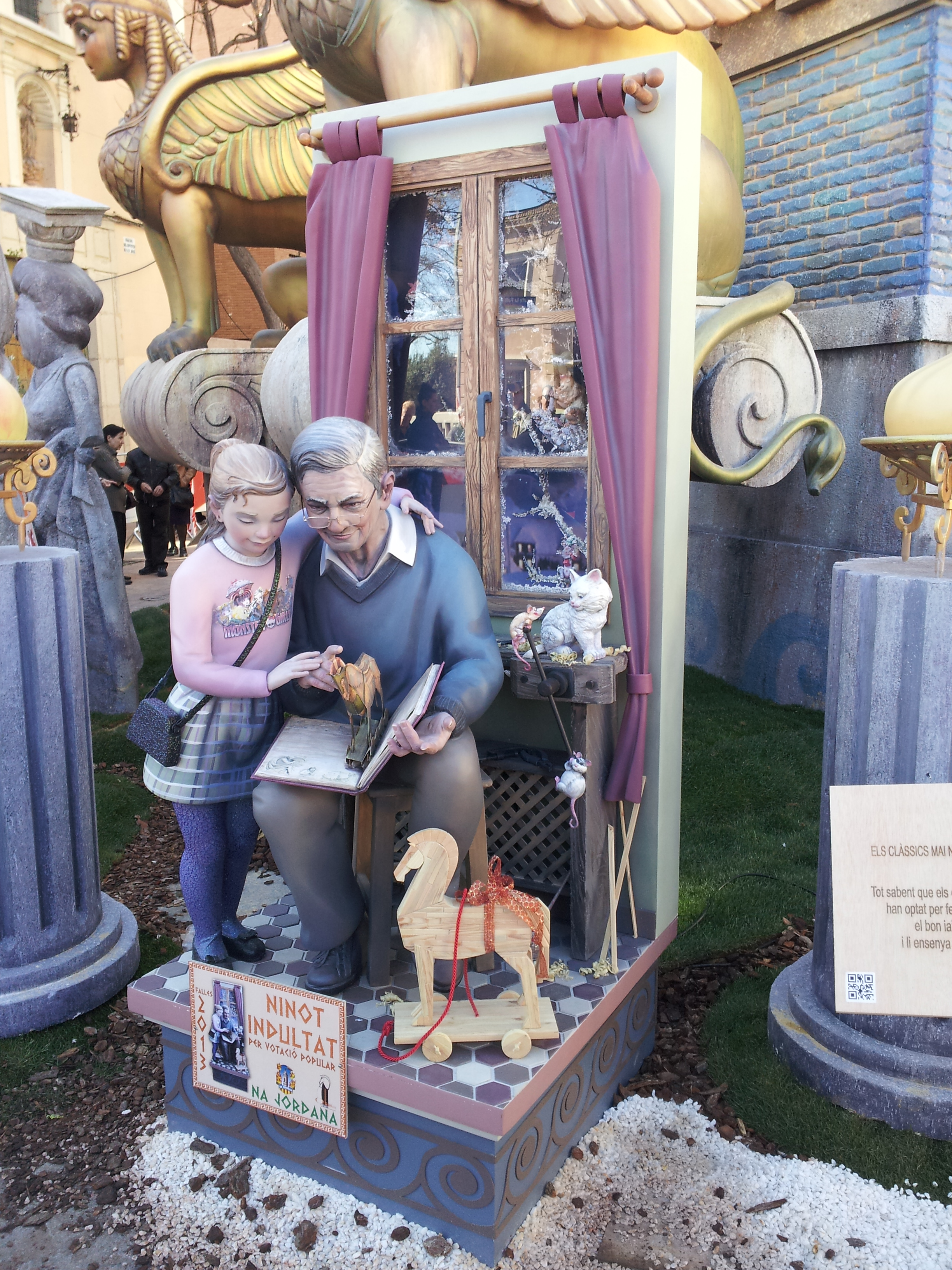
El ninot indultat, de Na Jordana.

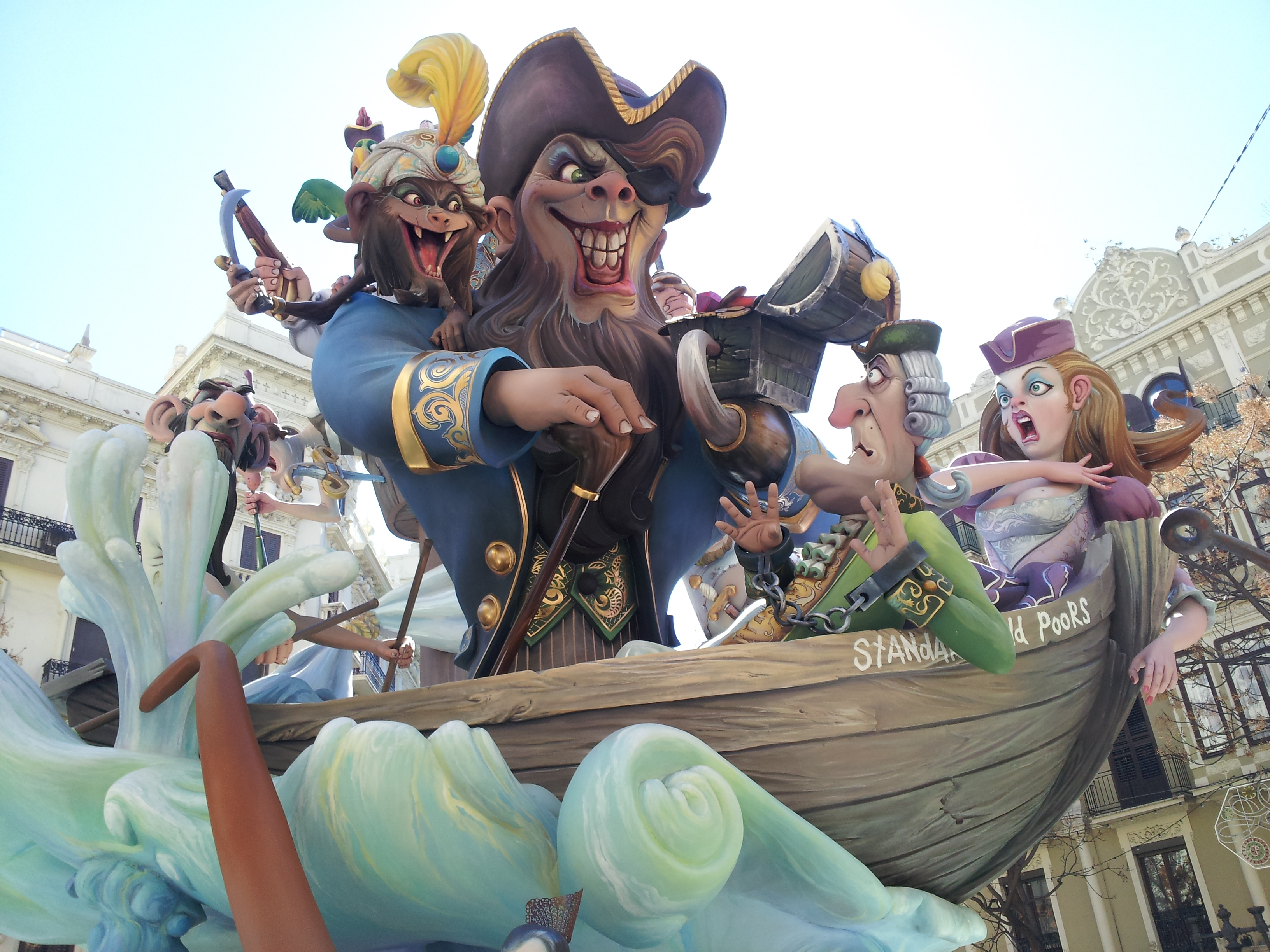
Mestre Gozalbo - Comte Altea es va endur el primer premi de secció Primera A.

Llistat de premis de les Falles de València l'any 2013.
El ninot indultat va ser per a Na Jordana amb 12.902 vots, mentre que l'indultat infantil va ser per a Regne de València-Duc de Calàbria.

## Premis al monument a secció especial
| Premi     | Comissió                                                        |
| --------- | --------------------------------------------------------------- |
| 1r premi  | Falla 12 - Convent Jerusalem-Matemàtic Marçal                   |
| 2n premi  | Falla 378 - Pediatra Jorge Comín-Serra Calderona (Nou Campanar) |
| 3r premi  | Falla 177 - Sueca-Literat Azorín                                |
| 4t premi  | Falla 34 - Plaça del Pilar                                      |
| 5è premi  | Falla 14 - Almirall Cadarso-Comte d'Altea                       |
| 6è premi  | Falla 9 - Plaça de Na Jordana                                   |
| 7è premi  | Falla 28 - Cuba-Literat Azorín                                  |
| 8è premi  | Falla 22 - Exposició-Misser Mascó                               |
| 9è premi  | Falla 187 - Regne de València-Duc de Calàbria                   |
| 10è premi | Falla 197 - Monestir de Poblet-Aparicio Albiñana                |

### Premi d'enginy i gràcia
| Premi    | Comissió                                      |
| -------- | --------------------------------------------- |
| 1r premi | Falla 187 - Regne de València-Duc de Calàbria |
| 2n premi | Falla 9 - Plaça de Na Jordana                 |
| 3r premi | Falla 177 - Sueca-Literat Azorín              |

## Premis al monument a secció Primera A
| Premi    | Comissió                                  |
| -------- | ----------------------------------------- |
| 1r premi | Falla 145 - Mestre Gozalbo - Comte Altea  |
| 2n premi | Falla 145 - Duc de Gaeta-Pobla de Farnals |